# Rinocer
Rinocerii (familia Rhinocerotidae) reprezintă o familie de mamifere imparicopitate. În prezent, există doar cinci specii supraviețuitoare ale acestei familii. Două dintre aceste specii sunt native Africii și trei Asiei de sud. Trei din cele cinci specii — rinocerul javanez, rinocerul de Sumatra și rinocerul negru — sunt amenințate critic. Rinocerul indian este amenințat, în sălbăticie existând mai puțin de 2.500 de indivizi. Rinocerul alb este clasificat ca vulnerabil, cu aproximativ 14.500 de indivizi în sălbăticie.
Africa de Sud adăpostește încă cele mai mari populații de rinoceri din întreaga lume, cu o cifră de aproximativ 20.000 exemplare, reprezentând 70-80% din populația mondială de rinoceri africani.
Motivul intensificării braconajului constă în creșterea cererii de coarne de rinocer pe piața neagră din Asia de Sud-Est.
Mai nou, chinezii insistă asupra unor așa-zise proprietăți anti-cancer ale coarnelor de rinocer, cu toate că nu există niciun studiu științific medical care să confirme acest zvon.
În anul 2011, în Africa de Sud au fost uciși 443 rinoceri iar în anul 2010 au fost uciși 333 de rinoceri.
Rinocerul este des vânat de către oameni, iar când e stârnit, poate ataca mortal, folosindu-se de cornul de aprox. 25 cm.